# Historiographie du régime de Vichy
L'historiographie du régime de Vichy, c'est-à-dire la manière dont les historiens et chercheurs en sciences humaines analysent le régime de l'État français (qui gouverne de facto le territoire metropolitain de juin 1940 à août 1944), a été l'un des sujets les plus débattus de la recherche historique française au cours des années 1980 et 1990.

## Les grandes étapes de l'historiographie
L'historiographie du régime de Vichy peut être divisée en trois grandes étapes.

### La première phase (années 1950-1960)

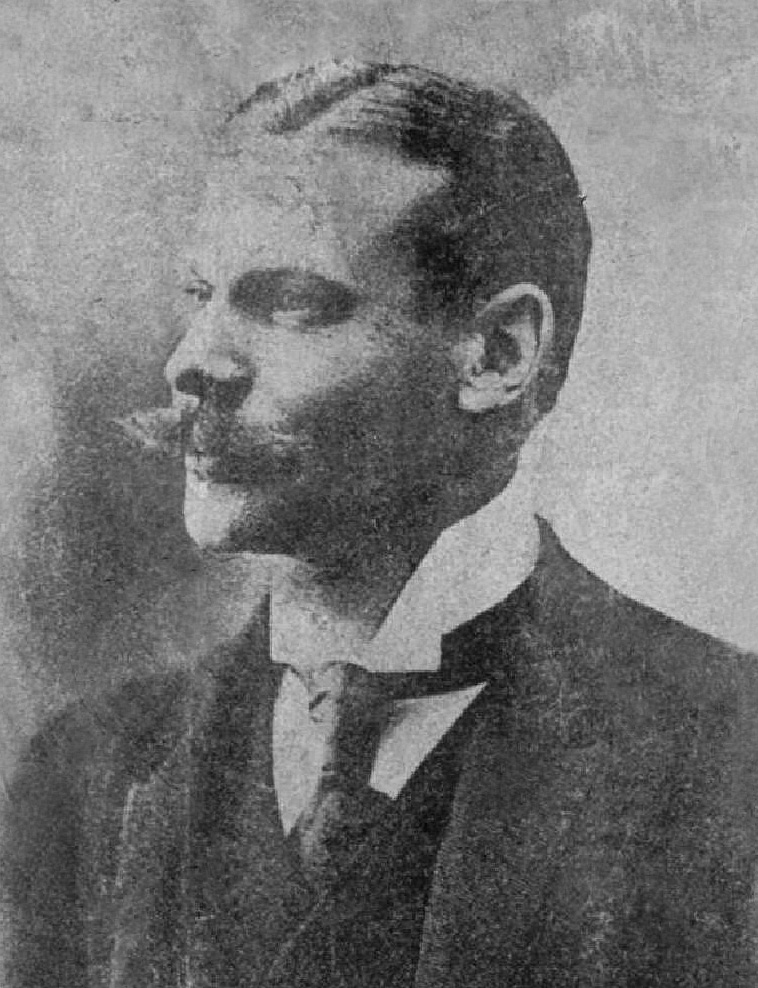
André Siegfried en 1910.

Cette phase est marquée par les travaux de l’essayiste et académicien Robert Aron (Histoire de Vichy, 1954), qui s'attache particulièrement aux relations de Vichy avec l'Allemagne, et du sociologue et géographe André Siegfried (De la IIIe à la IVe République, 1956), plus attaché au fonctionnement interne du régime. Avec le recul du temps, sa caractéristique principale paraît être de distinguer entre un "bon Vichy", dominé par la figure du maréchal Pétain (1940-1942) et qui aurait joué une sorte de double jeu face à l'Allemagne, et un "mauvais Vichy", dominé par la figure de Pierre Laval (1942-1944), pleinement collaborationniste.
Robert Aron, comme nombre de ses contemporains, s'était surtout basé sur les abondantes archives juridiques des procès de la Libération, omettant cependant de signaler ce que les témoignages à charge ou à décharge pouvaient avoir de partiaux dans un tel contexte. D’un « pétainisme lénifiant » selon l’historien Julian Jackson, il s’était donné beaucoup de mal pour paraître impartial.
Dans tous les cas, cette production s'inscrit dans une époque où domine le "mythe résistantialiste" qui faisait de la collaboration l'affaire d'une minorité dans une France majoritairement résistante, sinon en acte du moins en pensées.

### La recherche des responsabilités de l’État français (années 1970-1980)
L'ouvrage majeur de l'historien américain Robert Paxton (université Columbia, New York) (La France de Vichy, USA, 1972 et France, 1973) basé notamment sur les archives allemandes, ainsi que la diffusion du film Le chagrin et la pitié, 1969) vont révéler à la société française, qui tourne avec la mort de Charles de Gaulle (1970) la page du gaullisme historique, un autre visage du régime de Vichy.

#### La question de la collaboration
L'ouvrage de Paxton, qui se veut une réponse à l'ouvrage lénifiant de Robert Aron, révèle que le régime de Vichy a dès le début recherché la collaboration avec l'Allemagne nazie et que la politique antisémite de l’État français n'a pas été imposée par l'Allemagne, mais a été voulue en pleine autonomie par l’État français.
Commence alors une phase d'introspection collective qui mènera notamment à la reconnaissance en 1995 par le président de la République Jacques Chirac de la responsabilité de l’État de la France dans la génocide de juifs de France (discours de Jacques Chirac du 16 juillet 1995 au Vélodrome d'Hiver).

#### La question de la nature du régime: un fascisme français?
Plus accessoirement, Paxton accorde ainsi une consistance au projet de société de l’État français (la "Révolution nationale" et les réformes entreprises dans ou hors de ce cadre), ce qui constituera également un domaine de recherche fécond pour les historiens des décennies suivantes.
Les recherches sur la nature du régime ont également été relancées et approfondies par le professeur de sciences politiques franco-américain Stanley Hoffmann (université Harvard) (Essai sur la France, Déclin ou Renouveau, 1974). Il analyse le régime de Vichy comme une dictature pluraliste, une expression employée dès 1956 qui sera largement reprise par la suite.

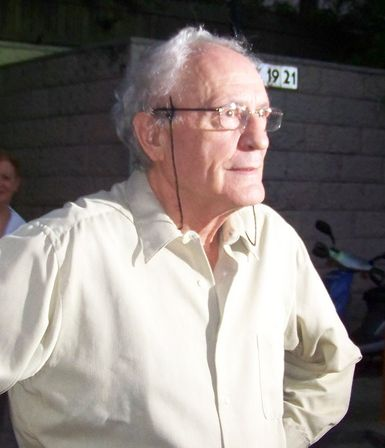
Zeev Sternhell en 2008.

De là, sont nés les débats sur la nature fasciste ou non du régime de Vichy. Les analyses plus larges de l'historien franco-israélien Zeev Sternhell (université de Jérusalem) sur les origines de fascisme l'ont mené à défendre l'idée que l'idéologie fasciste, ou du moins une idéologie fasciste, est née en France d'une réaction antilibérale et antirationaliste. Son interprétation large du fascisme français l'amène de facto à inclure des éléments du régime de Vichy, même si celui-ci n'a pas directement été son objet d'étude.

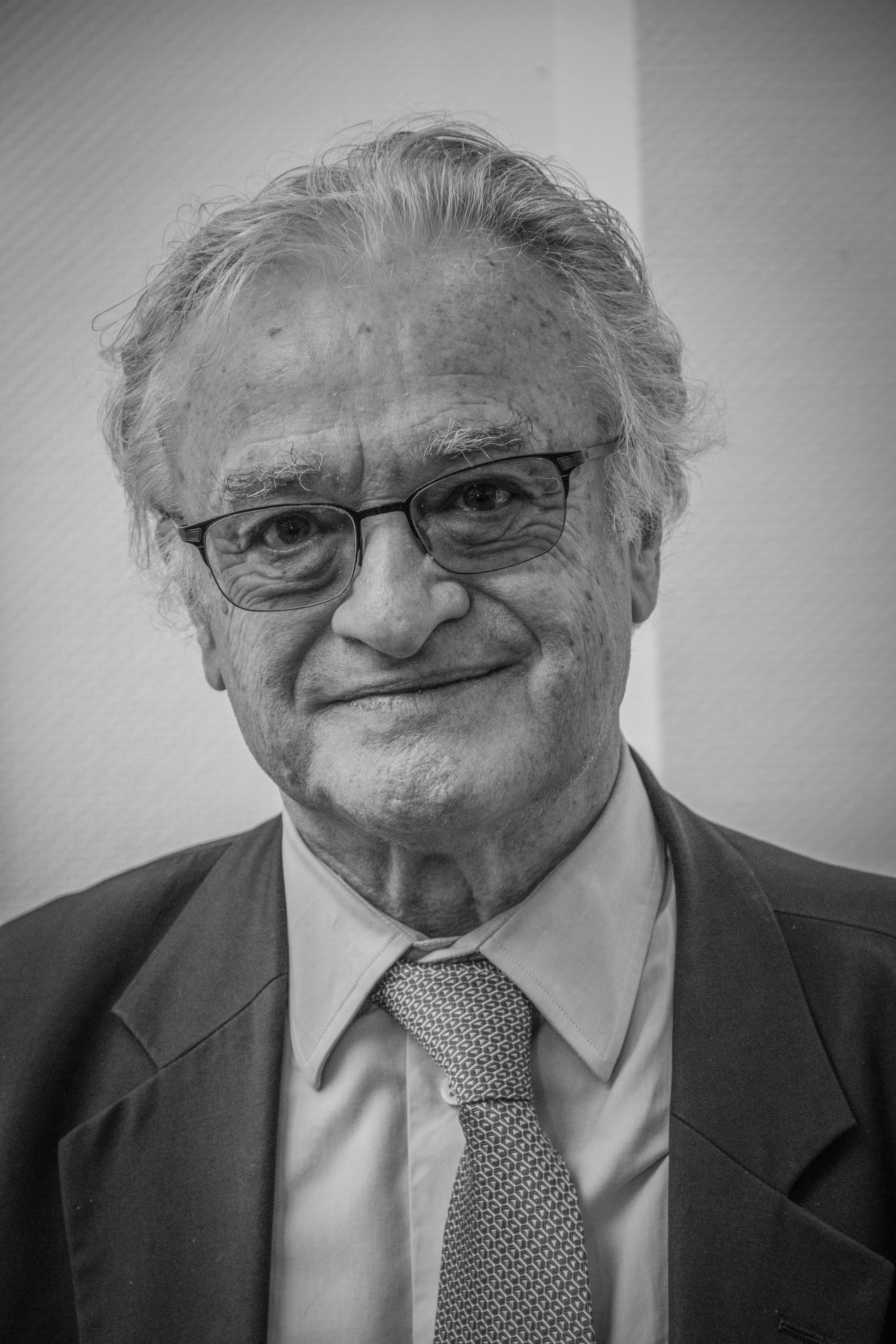
Alain-Gérard Slama en 2013.

Les thèses de Zeev Sternhell ont été critiquées par l'"École française", composée notamment de l'historien René Rémond (FNSP), Serge Berstein (IEP de Paris), Alain-Gérard Slama (IEP de Paris) qui estiment que la culture républicaine était trop profondément intégrée dans la société française.
Dans une perspective communiste, les historiens Robert Bourderon (Le régime de Vichy était-il fasciste ? in Revue d’histoire de la Deuxième Guerre mondiale, juillet 1973) et Germaine Willard (Histoire de la France contemporaine, tome IV, Éditions sociales, 1980) estiment que le régime de Vichy était, à l'instar des autres régimes fascistes, une adaptation du grand capital.
L'historien Yves Durand parle d'une évolution de Vichy vers le fascisme après que le poids des éléments conservateurs ont été prédominant au début du régime (La France dans la Deuxième Guerre mondiale, 1939-1945, Paris, Armand Colin, 1989).
Dans ce sens vont également :
- l'historien Denis Peschanski (CNRS), qui insiste sur les tentatives fascistes de Vichy (Vichy au singulier, Vichy au pluriel. Une tentative avortée d’encadrement de la société. 1941-1942), in Annales : économies, sociétés, civilisations, no 43, 1988, pages 639-662).
- l'historien Pierre Milza (IEP de Paris), qui parle de "dérive totalitaire" et de "fascisation" du régime à partir de 1942 (Les fascismes, 1985).

L'historien suisse Philippe Burrin (Institut universitaire de hautes études internationales (HEI) de Genève) nie à Vichy le qualificatif de fasciste en raison des éléments qu'il juge consubstantiels au fascisme : le projet de conquête, l'épreuve de la guerre (Fascisme, nazisme, autoritarisme, Points Seuil, Histoire, 2000).

### Les études thématiques (années 1990-2000)
Les années 1990 et 2000 ont été marquées par la multiplication des études thématiques et sectorielles sur les divers aspects de la société française sous le régime de Vichy : l'étude des corps de l’État (police, magistrature, fonctionnaires en général), l'étude des politiques sectorielles de l’État français (politique de la jeunesse, projet culturel, politique sociale, etc.), l'étude de la société civile (les entreprises sous l'occupation, etc.).
Ces études, basées notamment sur des archives privées et en tout cas inexploitées, ont permis de considérablement préciser la vie et les évolutions qui ont eu lieu sous le régime de Vichy. Dans un contexte de "repentance" et de transparence, mais aussi parce que les années avaient passé, les institutions publiques ou privées ont allégé leur réflexe traditionnel de défense corporatiste et ouvert progressivement leurs archives, quitte à révéler des éléments noirs de leur histoire. l'introspection du fonctionnement de l'administration française a également été poussée par le procès Papon en 1997.
Ces études ont précisé plusieurs éléments sur la collaboration et les crimes du régime de Vichy.
Ces études ont également posé la question de la continuité du régime de Vichy avec le régime précédent comme avec les régimes suivants en matière de continuité administrative, de montée du pouvoir technicien, de contrôle de l'État sur la société, de développement du salaire social à côté des revenus du travail, etc.
Parmi les principales études thématiques sur l'État, l'administration et les fonctionnaires :
- hauts fonctionnaires : François Bloch-Lainé et Claude Gruson, Hauts fonctionnaires sous l'Occupation, Paris, Odile Jacob, 1996, 283 p. (ISBN 978-2-7381-0419-9, OCLC 413934139, lire en ligne).
- fonctionnaire : Marc-Olivier Baruch (préf. Jean-Pierre Azéma), Servir l'État français l'administration en France de 1940 à 1944, Paris, Fayard, coll. « Pour une histoire du XXe siècle », 1997, 737 p. (ISBN 978-2-213-59930-4, OCLC 708347051).
- fonctionnaires : Vincent Duclert (dir.), Serviteurs de l’État français, une histoire politique de l’administration 1875-1945, Paris, La Découverte, 2000.
- direction du budget : La direction du Budget entre doctrines et réalité, 1919-1944, Paris, CHEFF, 2001.
- Juristes : Michèle Cointet, Les juristes sous l’Occupation : la tentation du pétainisme et le choix de la Résistance, in André Gueslin et al., Les facs sous Vichy : étudiants, universitaires et Universités de France pendant la Seconde Guerre mondiale : actes du colloque des Universités de Clermont-Ferrand et de Strasbourg : Novembre 1993, Clermont-Ferrand, Institut d'Etudes du Massif Central, Université Blaise-Pascal (Clermont II, 1994, 371 p. (ISBN 978-2-87741-068-7, OCLC 243806389, lire en ligne), pages 51–64.
- Justice : Alain Bancaud, Vichy et la tradition de l’étatisation de la justice : histoire d’un demi-succès, in Serviteurs de l'État, etc., 2000.
- Armée : Robert Paxton (trad. Pierre de Longuemar, postface Claude d'Abzac-Epezy), L'armée de Vichy : le corps des officiers français, 1940-1944 [« Parades and politics at Vichy: the french officer corps under Marshall Petain »], Paris, Tallandier, 2005, 586 p. (ISBN 978-2-02-067988-6, OCLC 861062813).
- Police : Maurice Rajsfus, La police de Vichy : les forces de l'ordre françaises au service de la Gestapo, 1940-1944, Paris, Cherche-Midi, coll. « Documents », 1995, 286 p. (ISBN 978-2-86274-358-5, OCLC 33362188).
- Police : Jean-Marc Berlière et Laurent Chabrun, Policiers français sous l'occupation : d'après les archives de l'épuration, Paris, Perrin, coll. « Tempus » (no 245), 2009, 468 p. (ISBN 978-2-262-02978-4, OCLC 494655765).
- Écoles : Jean-Michel Barreau, Vichy, contre l'école de la République : théoriciens et théories scolaires de la "Révolution nationale", Paris, Flammarion, 2001, 334 p. (ISBN 978-2-08-067998-7).
- Université : Claude Singer, Vichy, l'université et les juifs : les silences et la mémoire, Paris, Belles Lettres (no 18), 1992, 437 p. (ISBN 978-2-251-38017-9, OCLC 34080226).
- École polytechnique : Marc-Olivier Baruch (dir.) et Vincent Guigueno (dir.), Le choix des X : l'Ecole polytechnique et les polytechniciens : 1939-1945, Paris, Fayard, 2000, 349 p. (ISBN 978-2-213-60851-8, OCLC 406531338).
- SNCF : Christian Bachelier, La SNCF sous l'occupation allemande, 1940-1944 rapport documentaire, Institut d'histoire du temps présent, CNRS, 2000, 5 volumes (OCLC 491760953).

Parmi les principales études sur les politiques de Vichy :
- Wilfred Douglas Halls, Les jeunes et la politique de Vichy, Angleterre, 1981 et Syros, 1988.
- Christian Faure (préf. Pascal Ory), Le projet culturel de Vichy : folklore et révolution nationale, 1940-1944, Lyon Paris, CNRS, Centre régional de publication de Lyon Presses universitaires de Lyon Diffusion, Presses du CNRS, 1989, 335 p. (ISBN 978-2-222-04266-2 et 9782729703431, OCLC 20454630).
- Philippe-Jean Hesse (dir.) et Jean-Pierre Le Crom (dir.), La protection sociale sous le régime de Vichy, Rennes, Presses Universitaires de Rennes, coll. « Histoire », 2001, 377 p. (ISBN 978-2-86847-603-6, OCLC 422180527, lire en ligne).

Sur les autres acteurs de la société :
- Claire Andrieu, La banque sous l'Occupation : paradoxes de l'histoire d'une profession : 1936-1946, Paris, Presses de la Fondation nationale des sciences politiques, 1990, 331 p. (ISBN 978-2-7246-0587-7, OCLC 23766049).
- Olivier Dard, Jean-Claude Daumas, François Marcot (dir.), L’Occupation, l’État français et les entreprises, Actes du colloque organisé à Besançon, Paris ADHE, 2000.
- Nicolas Chevassus-au-Louis, Savants sous l'Occupation : enquête sur la vie scientifique française entre 1940 et 1944, Paris, Éd. du Seuil, coll. « Science ouverte », 2004, 251 p. (ISBN 978-2-02-061333-0, OCLC 470227458).

#### Études historiographiques
- Henri Michel, « Lumières sur Vichy ? », Annales. Économies, Sociétés, Civilisations, Paris, Armand Colin, no 4 (11e année),‎ octobre-décembre 1956, p. 510-525 (lire en ligne).
- Henry Rousso, Le syndrome de Vichy : 1944-198..., Paris, Seuil, coll. « XXe siècle », 1987 (réimpr. 1990), 378 p. (ISBN 2-02-009772-9 et 978-2020097727).
- Jean-Pierre Azema (dir.) et François Bédarida (dir.) (préf. Hubert Curien), Le régime de Vichy et les Français, Paris, Fayard, 1992, 788 p. (ISBN 978-2-213-02683-1, OCLC 35830702), « Vichy et la mémoire savante : quarante-cinq ans d'historiographie ».
- Eric Conan et Henry Rousso, Vichy : un passé qui ne passe pas, Paris, Fayard, coll. « Pour une histoire du XXe siècle », 7 septembre 1994 (réimpr. 2013), 327 p. (ISBN 2-213-59237-3 et 978-2213592374, LCCN 95125277).